# Isla Pueblo Viejo
Isla Pueblo Viejo är en ö i Mexiko. Den ligger i lagunen Laguna Superior och tillhör kommunen Juchitán de Zaragoza i delstaten Oaxaca, i den södra delen av landet. Arean är 0,15 kvadratkilometer.